# Kurajszyci
Kurajszyci (Korejszyci, Banu Kurajsz, Banu Qurayš, arab. ‏قُرَيْشٌ‎) – plemię beduińskie, wywodzące się od Kusaja ibn Kilaba, zamieszkujące okolice Mekki i władające nią od VII wieku. 
Kurajszyci byli plemieniem kupieckim, utrzymującym kontakty handlowe z Persją, Jemenem, Bizancjum oraz Abisynią. Z plemienia wywodzi się kilka rodów. Do najważniejszych należały rody Haszymitów, z którego pochodził Mahomet, i Umajjadów, z którego wywodziła się dynastia Umajjadów.
Kurajszyci, wyznający politeizm, po podpisaniu traktatu z Mahometem w 628 roku przyjęli islam.